# Retrato de Eugène Boch
El Retrato de Eugène Boch, también llamado El pintor con estrellas, es una pintura realizada en septiembre de 1888, por el pintor holandés Vincent van Gogh cuando vivía en Arlés. La tituló "El poeta".

## Descripción
El cuadro representa a Eugène Boch que era un pintor y amigo de Vincent. En la primera versión del cuarto de Van Gogh en Arlés, realizada en octubre de 1888, el cuadro aparece en la pared, a la derecha del Retrato de Paul-Eugène Milliet. En una carta a su hermana, Van Gogh indica su interés por la realización de retratos y describe en particular este último: 
Pero quiero un gran lujo de retratos y de estudios pintados de figuras que cuento hacer poco a poco. Tengo uno para comenzar, el retrato de un joven impresionista belga. Lo he pintado un poco en poeta, la cabeza fina y nerviosa que se destaca sobre un fondo de cielo de noche de un ultramar profundo con el centelleo de las estrellas.

## Historia del cuadro
En un primer momento, el cuadro se ubicó sobre la cama de Vincent en la Casa Amarilla en Arlés. En 1891, Eugène Boch, lo recibió de la viuda del hermano de Vincent, Johanna van Gogh-Bonger. Boch lo conserva toda su vida en su cuarto de la Villa La Grimpette en Monthyon; después en su testamento, lo legó a la Sociedad de amigos del Louvre en 1941.